# Autopostale

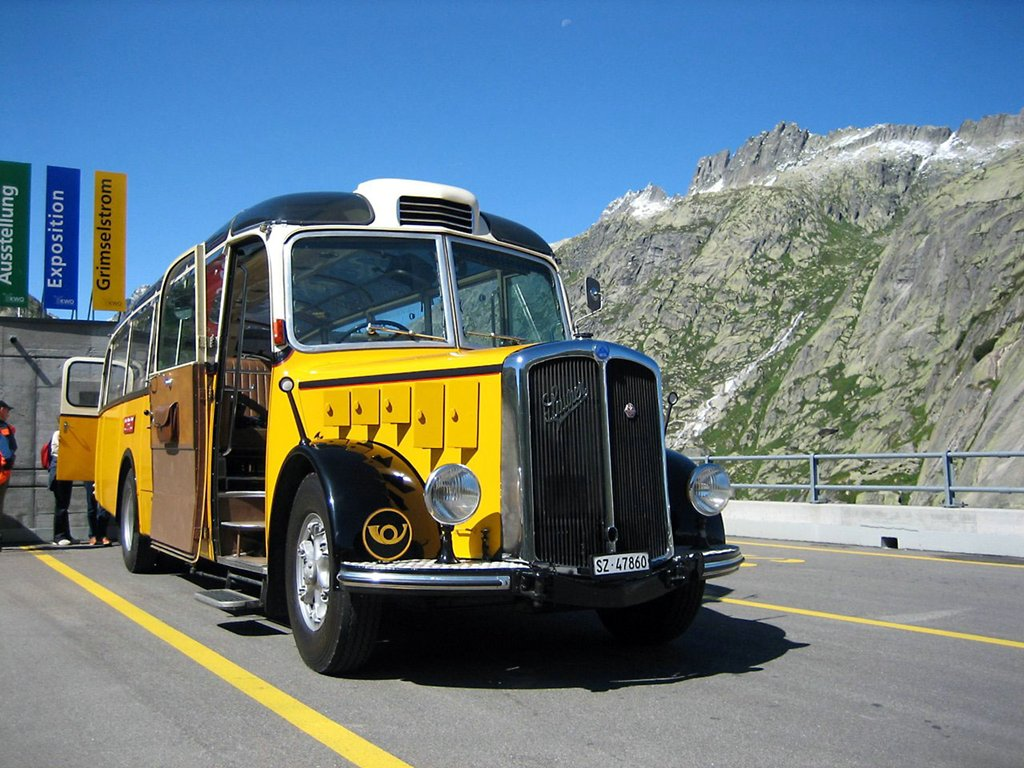
Vecchia corriera postale della Saurer accuratamente restaurata

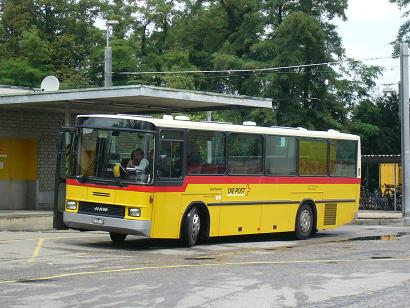
Autopostale NAW Hess

L'Autopostale o anche corriera postale è un autobus interurbano successore della diligenza, adibito al trasporto della posta e che consente l'accesso anche ai passeggeri, operando su percorsi predefiniti in alcuni paesi europei.

## Caratteristiche
Solitamente di color giallo, presenta sul frontale e sulle fiancate il corno postale, raffigurato anche nei segnali stradali che prevedono il diritto di precedenza agli autobus di linea lungo le strade di montagna.

## Diffusione
Per fare solo alcuni esempi di operatori che gestiscono autopostali si possono ricordare la svizzera Postauto-Car postal-Autopostale, la Postbus austriaca e la Kraftpost tedesca.